# Cranoglanídids
Els cranoglanídids (Cranoglanididae) són una família de peixos teleostis d'aigua dolça i de l'ordre dels siluriformes.

## Morfologia
- Els ulls són allargats.[3]
- Aleta dorsal curta.
- Sense escates.
- La part superior del cap té plaques òssies.
- 4 parells de barbetes sensorials.[4]

## Distribució geogràfica
Es troba a Àsia: la Xina i el Vietnam.

## Gèneres i espècies
- Cranoglanis (Peters, 1881)[5]
  - Cranoglanis bouderius (Richardson, 1846)
  - Cranoglanis henrici (Vaillant, 1893)
  - Cranoglanis multiradiatus (Koller, 1926)[6][7][8][9][10][11]